# Claudine Thomas
Pour les articles homonymes, voir Thomas.
Claudine Thomas, née le 19 août 1961 à Épinal (Vosges), est une femme politique française.

## Biographie
Elle est conseillère régionale d'Île-de-France depuis 2010,.
En 2012, elle est candidate lors des législatives dans la 10e circonscription de Seine-et-Marne,,,.
De 2014 à 2017, elle est la 3e adjointe au maire de Chelles, chargée de la vie associative et culturelle,,.
Le 24 septembre 2017, elle est élue sénatrice de Seine-et-Marne. Elle n'est pas réélue le 24 septembre 2023.